# Onde cerebrali

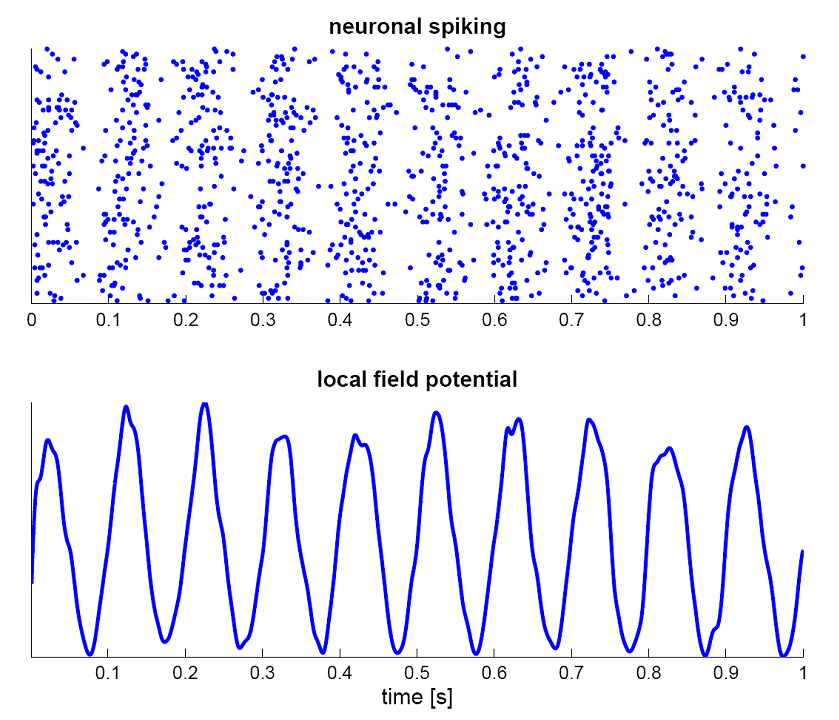
Simulazione di onde cerebrali a 10 Hz: il pannello in alto mostra l'attività dei singoli neuroni, quello in basso la loro attività complessiva. Si può dunque notare come dei potenziali d'azione sincronizzati possono generare delle onde misurabili a livello macroscopico.

Le onde cerebrali sono oscillazioni ritmiche o ripetitive di attività elettrica del tessuto nervoso nel sistema nervoso centrale.
Sono individuabili con tracciati grafici che evidenziano l'attività elettrica del cervello tramite la registrazione poligrafica dell'elettroencefalogramma. La loro importanza nei processi cognitivi e nello studio della neuropatia nel tempo è diventata sempre più rilevante. Il principio della decodifica di tali segnali è stato utilizzato anche per lo sviluppo di diverse interfacce neurali.

## Storia

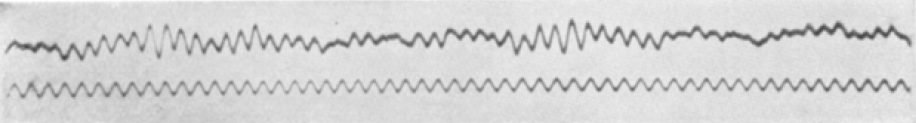
Il primo elettroencefalogramma umano pubblicato nel 1929 da Hans Berger.

Nel 1877 Richard Caton fu il primo ad osservare delle oscillazioni nel cervello dei conigli durante il sonno. Queste vennero registrate solo nel 1925, quando Prawditz-Neminski pubblicarono dei tracciati ottenuti attraverso un galvanometro a corda che mostravano la presenza di spontanee oscillazioni di potenziale nel cervello, suscitando tuttavia scarso interesse nella comunità scientifica. Nel 1929 Hans Berger, grazie all'invenzione dell'elettroencefalogramma, poté tracciare delle curve dalla regolarità sinusoidale sorprendente, il cosiddetto ritmo Alfa o ritmo di Berger; ciononostante i suoi tentativi di descrivere questo strano fenomeno furono accolti con generale scetticismo. Solo nel 1934, grazie agli studi di Edgar Douglas Adrian e Bryan Matthews che confermarono tutte le osservazioni fatte da Berger, iniziò a diffondersi un certo interesse in tale campo, al fine di scoprire quale fosse la causa di queste misteriose onde cerebrali.
Nel 1935 degli esperimenti condotti da Durup e Fessard mostrarono l'implicazione psicofisiologica del fenomeno. Essi analizzarono la variazione delle onde alfa in risposta a stimoli visivi e uditivi: il solo stimolo uditivo non causava alcuna variazione del ritmo alfa mentre una forte luce lo faceva cessare del tutto. Tuttavia, se lo stimolo uditivo veniva accompagnato dallo stimolo visivo, dopo poche ripetizioni, il solo suono era sufficiente alla cessazione dell'attività alfa. Reversibilmente, dopo alcuni suoni non accompagnati dalla forte luce, il ritmo alfa tornava ad esserne indisturbato. Nel 1937 Loomis, Harvey e Hobart, sulla base degli studi precedenti, analizzarono il fenomeno delle onde cerebrali durante il sonno, notando che con esso si hanno delle variazioni nella frequenza delle oscillazioni.

## Classificazione
A seconda della frequenza, si dividono in:
- onde Delta (δ): sono caratterizzate da una frequenza che va da 1 a 3,9 hertz. Sono le onde che caratterizzano gli stadi di sonno profondo. Scoperte da William Grey Valter
- onde Theta (θ): vanno dai 4 ai 7,5 hertz, caratterizzano gli stadi 1 e 2 del sonno non REM e il sonno REM. Scoperte da W.G.Valter
- onde Alfa (α): sono caratterizzate da una frequenza che va dagli 8 ai 13,9 hertz, sono tipiche della veglia ad occhi chiusi e degli istanti precedenti l'addormentamento. Scoperte da Berger
- attività Beta (β): vanno dai 14 ai 30 hertz, si registrano in un soggetto in stato di veglia, nel corso di una intensa attività mentale (ad es. durante calcoli matematici) e soprattutto da aree cerebrali frontali. Per quanto riguarda questo tipo di oscillazione manca il requisito della periodicità. Si riscontra, invece, nella rappresentazione encefalografica, una desincronizzazione; per cui non si parla di "onde" ma di "attività". Scoperte da Berger
- onde Gamma (γ): vanno dai 30 ai 42 hertz, caratterizzano gli stati di particolare tensione. Scoperte da Herbert Jasper e Howard Andrews nel 1938.[8]